# Francisco Rivera (torero)
Francisco Rivera Pérez, noto anche con lo pseudonimo di Paquirri (Barbate, 5 marzo 1948 – Pozoblanco, 26 settembre 1984), è stato un torero spagnolo.

## Biografia
Figlio d'arte, divenne torero nel 1966.
Si sposò con Carmen Ordóñez, figlia del celebre matador Antonio Ordóñez, e in seconde nozze con la cantante Isabel Pantoja.
Ebbe due figli con la prima moglie e uno con la seconda.

## Morte
Il 26 settembre 1984 nell'arena di Pozoblanco in una corrida con El Yiyo e El Soro, fu ferito dal toro Avispado. La cornata gli ruppe le vene iliaca, femorale e safena.
Le telecamere registrarono l'evento, incluse le scene del torero che parla mentre viene medicato. Paquirri ancora cosciente spiegava al dottor Eliseo Morán la dimensione e la traiettoria della ferita:
L'emorragia non poté essere contenuta per le limitazioni dell'infermeria dell'arena e il torero morì mentre veniva trasportato all'ospedale militare di Cordova, su un'ambulanza convenzionale e sulla pessima strada tra la città e Pozoblanco.
La sua morte fece cambiare la legge, che obbligò le arene a dotarsi di strutture mediche adeguate. Fu la terzultima morte di un torero in Spagna, prima di quella di Yiyo (1985) e di Víctor Barrio (2016).